# Jardín Botánico de la Universidad de Maguncia
El Jardín Botánico de la Universidad de Mainz en alemán : Botanischer Garten der Johannes Gutenberg-Universität Mainz,también conocido como Botanischer Garten Mainz, es un arboreto y jardín botánico de unas 10 hectáreas de extensión administrado por la Universidad de Maguncia, que se encuentra ubicado en su campus, en Maguncia, Renania-Palatinado, Alemania. 
Es miembro del BGCI, y su código de reconocimiento internacional como institución botánica así como las siglas de su herbario es MJG. 

## Localización
Botanischer Garten der Johannes Gutenberg-Universidad de Maguncia
Anselm-Franz-von-Bentzel-Weg 9 b Maguncia, Rheinland-Pfalz, D-55099 Deutschland-Alemania
Planos y vistas satelitales.49°59′32.28″N 8°14′37.28″E / 49.9923000, 8.2436889
- Promedio Anual de Lluvias: 605 mm
- Altitud: 120.00 m s. n. m.
- Área Total Bajo Cristal: 3000 metros

Está abierto a diario.

## Historia
El jardín fue creado entre 1946 y 1955 en unos terrenos utilizados anteriormente como tierras de labrantío y zona de entrenamiento militar. 
Unos 3500 lechos de cultivo individuales para cada planta fueron creados en esos años; a mediados de la década de 1950 fue añadido un alpinum, y en 1986 otras secciones como la dedicada a las plantas de estepa y la de la flora regional de Maguncia. 
El primer invernadero fue construido en 1948 con dos agregados más en 1952, que formaron la base de un extenso complejo de invernaderos. 

## Colecciones
Actualmente (2009), el jardín botánico alberga unas 8,500 especies representando un amplio espectro de plantas de diferentes climas. El número de accesiones de plantas es de 10000, y el número de taxones en cultivo son 8000.
Sus colecciones se exhiben agrupadas como,
- Arboretum con unos 30 000 m² de extensión, con plantas leñosa de la zona templada del Hemisferio norte.
- Jardín sistemático,
- Complejo de Invernaderos, con plantas de la ecorregión mediterránea, y del hemisferio sur, además de plantas de cultivo para cosecha tropicales y subtropicales.
- Alpinum,
- Herbario con unos 32767 especímenes.